# José María Macarulla
José Maria Macarulla Greoles (Ivars d'Urgell, 18 dicembre 1932 – Bilbao, 15 maggio 2012) è stato un docente spagnolo di biochimica dell'Università dei Paesi Baschi.

## Biografia
Macarulla si laureò in Scienze Chimiche all'Università di Barcellona con riconoscimento speciale; discusse la sua tesi dottorale sul tema "Cromatografia degli amminoacidi" all'Università di Saragozza e avviò la sua carriera di docente nell'Università di Navarra. Successivamente si trasferì all'Università di Santiago e all'Università di Granada, dove ebbe accesso alla cattedra di Biochimica della Facoltà di Farmacia.
Nel 1975 passò poi all'allora Università di Bilbao e continuò per più di venti anni dando lezioni nella Facoltà di Scienze dell'Università del Paese Basco-Euskal Herriko Unibertsitatea. Al compiere dei 70 anni divenne professore emerito. Poco prima era entrato nel Colegio Libre de Eméritos.
Nella sua lunga carriera di docente Macarulla ha diretto 13 tesi dottorali e 13 dei suoi collaboratori hanno ottenuto il grado di docenti di Università. Ciò nonostante, raggiunse una certa notorietà per la sua copiosa produzione di libri su diversi argomenti inerenti l'insegnamento della biochimica. Si tratta di più di una dozzina di volumi, alcuni dei quali hanno raggiunto fino a quattordici edizioni. Macarulla ha inoltre pubblicato più di 120 articoli in riviste scientifiche internazionali e ha tenuto più di 400 conferenze in università, scuole maggiori e altri centri culturali.

## Opere (parziale)
- (ES) Bioquimica Humana. Curso Basico, 2000.
- (ES) Biomoleculas. Bioquimica Estructural, 2000.